# 野島けんじ
野島 けんじ（のじま けんじ、本名：野島 研二、8月1日 - ）は、日本のライトノベル作家。福岡県出身。アミューズメントメディア総合学院東京校ノベルス学科卒業。現在同学院講師も務める。
2001年に「ネクストエイジ」で第5回角川学園小説大賞の優秀賞を受賞し、同作品（角川スニーカー文庫刊）でデビュー。現在はMF文庫J（メディアファクトリー）を中心に執筆している。

## 作品一覧

### 小説
角川スニーカー文庫
いずれも単巻。
- ネクストエイジ（2001年）
- さわらぬ魚にたたりあり! 居眠りボーイと骨折りガール（2002年）
- 純情FBA!（2003年）

MF文庫J
- 君が望む永遠（2004年） - 全3巻、美少女ゲーム・アニメの小説化作品。
- 鳥は鳥であるために（2004年 - 2005年） - 全4巻。
- きゅーきゅーキュート!（2006年 - 2011年） - 全14巻+短編集3巻。
- 俺が彼女に迫られて、妹が怒ってる?（中国語版）（2012年 - 2013年） - 全5巻。
- 蒼き箱庭のプログレス（2013年 - 2014年） - 全3巻

GA文庫
- で・こ・つ・ん★（2009年 - 2010年） - 全6巻。
- 〜ちみっ娘小学生レストラン〜ストロベリーフィールドへようこそ!（2011年） - 全2巻

AMGブックス
- ぬいぐるみ姫の霊能事件簿 幽霊にあてたラブレター（2016年） - 純情FBA!の改題・改稿作品。

### 実用書
NEXT CREATOR
- ライトノベルの書き方 キャラクターを立てるための設定・シーン・ストーリーの秘訣（2011年）